# Anne-Julia Zwierlein
Anne-Julia Zwierlein (* 5. November 1971 in Berlin-Charlottenburg) ist eine deutsche Anglistin.

## Leben
Anne-Julia Zwierlein, Tochter des Klassischen Philologen Otto Zwierlein und der Archäologin Erika Zwierlein-Diehl, studierte von 1991 bis 1996 Anglistik, Latinistik, Hispanistik und Komparatistik an den Universitäten Bonn, Oxford und Münster. 1998 bis 2003 folgten Forschungsaufenthalte in Cambridge, Oxford und London (British Library). Im Jahr 2000 erfolgte ihre Promotion an der Universität Münster; ihre Habilitation erfolgte an der Universität Bamberg; Thema: Der physiologische Bildungsroman im Viktorianismus – Selbstformung, Leistungsethik und organischer Wandel in Naturwissenschaft und Literatur.
2009 wurde sie in Nachfolge von Dietrich A. Berger auf den Lehrstuhl für Englische Literatur- und Kulturwissenschaft der Universität Regensburg berufen, den sie zunächst im Jahre 2008 vertrat.

## Auszeichnungen
- 2005 Heinz Maier Leibnitz Preis der DFG[1]

## Veröffentlichungen (Auswahl)
- Majestick Milton: British imperial expansion and transformations of paradise lost, 1667–1837 (= Studien zur englischen Literatur Bd. 13). Lit Verlag, Münster 2001, ISBN 3-8258-5432-9 (Dissertation).
- mit Dieter Mehl, Angela Stock: Early Modern London (Studies in Performance and Early Modern Drama). Ashgate Publishing 2004, ISBN 0-7546-4097-3.
- Gender and Creation: Surveying Gendered Myths of Creativity, Authority, and Authorship. Universitätsverlag Winter, Heidelberg 2010, ISBN 3-8253-5823-2.
- mit Iris M. Heid: Gender and Disease in Literary and Medical Cultures. Universitätsverlag Winter, Heidelberg 2014, ISBN 3-825-36376-7.